# Mustafakemalpaşa (Bursa)
Mustafakemalpaşa est une ville de Turquie dont la population s'élève à 56 727 habitants en 2009. C'est la ville principale du district du même nom dans la province de Bursa.